# Lubuk Linggau Ulu
Lubuk Linggau Ulu is een bestuurslaag in het regentschap Lubuklinggau van de provincie Zuid-Sumatra, Indonesië. Lubuk Linggau Ulu telt 2196 inwoners (volkstelling 2010).